# Patrick Süskind
Patrick Süskind (sinh năm 1949) là một nhà văn và nhà viết kịch bản người Đức.

## Tiểu sử và sự nghiệp
Patrick Süskind sinh ngày 26 tháng 3 năm 1949 tại Ambach gần hồ Starnberg. Ông học đại học về lịch sử tại München và Aix-en-Provence và hiện nay sống tại München và Paris.
Cha của ông, Wilhelm Emanuel Süskind, là nhà văn, người biên dịch và cộng tác viên lâu năm của tờ báo Süddeutsche Zeitung.
Tác phẩm nổi tiếng nhất của ông là Mùi hương (Das Parfum, 1985) đã được dịch ra trên 20 thứ tiếng và năm 2005 đã được đạo diễn Tom Tykwer chuyển thể phim sau khi hãng Constantin-Film đảm nhận phí tổn sản xuất và mua quyền sở hữu với tròn 10 triệu Euro. Ngoài ra Süskind còn tham gia viết các kịch bản cho bộ phim truyền hình nhiều tập Monaco Franze (1982) và Kir Royal (1986) cũng như cho các phim truyện Rossini - oder die mörderische Frage, wer mit wem schlief (1997) và Vom Suchen und Finden der Liebe (2005), được đạo diễn Helmut Dietl quay thành phim.
Der Kontrabaß, vở kịch độc thoại một hồi trong năm 1981, với hơn 500 lần diễn trong mùa diễn 1984/1985 là vở kịch được diễn nhiều nhất trên sân khấu tiếng Đức.
Có rất ít người khước từ cao độ các mong đợi từ đời sống văn học như Süskind. Ông gần như không tiếp nhận phỏng vấn mình, không xuất hiện trong giới công chúng và đã từ chối nhiều giải thưởng khác nhau như Giải Gutenberg, Giải Tukan và giải thưởng văn học của tờ báo Frankfurter Allgemeine Zeitung.
Ông đã có một vai diễn xuất nhỏ trong bộ phim truyền hình 10 tập Monaco Franze.

### Tác phẩm
- Der Kontrabaß, 1981
- Mùi hương (Nguyên tác tiếng Đức: Das Parfum, 1985, ISBN 3-8044-0392-1)
- Chỉ tại con chim bồ câu (Nguyên tác tiếng Đức: Die Taube, 1987)
- Chuyện về chú Sommer (Nguyên tác tiếng Đức: Die Geschichte von Herrn Sommer, 1991)
- Rossini – oder die mörderische Frage, wer mit wem schlief, 1997
- Drei Geschichten, 2005, ISBN 3-257-23468-6

## Chuyển thể
Tiểu thuyết Mùi hương của ông đã được chuyển thể thành phim điện ảnh vào năm 2006.